# Auffreville-Brasseuil
Auffreville-Brasseuil település Franciaországban, Yvelines megyében. Lakosainak száma 669 fő (2022. január 1.). Auffreville-Brasseuil Breuil-Bois-Robert, Magnanville, Mantes-la-Ville, Soindres és Vert községekkel határos.

## Népesség
A település népességének változása:
| Lakosok száma | 629  | 648  | 661  | 650  | 649  | 649  | 650  | 655  | 669  |
|               | 2013 | 2015 | 2016 | 2017 | 2018 | 2019 | 2020 | 2021 | 2022 |